# Bob-Weltcup 2005/06
Der Bob-Weltcup 2005/06 begann am 5. November 2005 im kanadischen Calgary und endete am 29. Januar 2006 in Altenberg. Der Höhepunkt der Saison waren die Olympischen Winterspiele vom 15. bis 25. Februar 2006 in Turin, bei den die Bobwettbewerbe in Cesana ausgetragen wurden.
Die Saison wurde an sieben Weltcupstationen ausgetragen.

## Weltcupkalender
| #  | Datum                 | Land               | Ort               | Wettkampfstätte                         | 2er F | 2er M | 4er |
| -- | --------------------- | ------------------ | ----------------- | --------------------------------------- | ----- | ----- | --- |
| 1  | 5.–12. November 2005  | Kanada             | Calgary           | Calgary’s WinSport Bobsleigh/Luge Track | ●     | ●     | ●   |
| 2  | 14.–20. November 2005 | Vereinigte Staaten | Lake Placid       | Olympia-Bobbahn Mount Van Hoevenberg    | ●     | ●     | ●   |
| 3  | 5.–11. Dezember 2005  | Österreich         | Innsbruck-Igls    | Olympia Eiskanal Innsbruck-Igls         | ●     | ●     | ●   |
| 4  | 12.–18. Dezember 2005 | Italien            | Cortina d’Ampezzo | Pista olimpica Eugenio Monti            | ●     | ●     | ●   |
| 5  | 9.–15. Januar 2006    | Deutschland        | Königssee         | Kunsteisbahn Königssee                  | ●     | ●     | ●   |
| 6  | 16.–22. Januar 2006   | Schweiz            | St. Moritz 1      | Olympia Bob Run St. Moritz–Celerina     | ●     | ●     | ●   |
| 7  | 23.–29. Januar 2006   | Deutschland        | Altenberg         | Rennschlitten- und Bobbahn Altenberg    | ●     | ●     | ●   |
| OG | 10.–26. Februar 2006  | Italien            | Turin             | Cesana Pariol                           | ●     | ●     | ●   |

## Einzelergebnisse der Weltcupsaison 2005/06
| 1. Weltcup in Calgary, 5. November 2005 – 12. November 2005 | 1. Weltcup in Calgary, 5. November 2005 – 12. November 2005 | 1. Weltcup in Calgary, 5. November 2005 – 12. November 2005        | 1. Weltcup in Calgary, 5. November 2005 – 12. November 2005                    |
| ----------------------------------------------------------- | ----------------------------------------------------------- | ------------------------------------------------------------------ | ------------------------------------------------------------------------------ |
| Disziplin                                                   | Erster Platz                                                | Zweiter Platz                                                      | Dritter Platz                                                                  |
| Zweierbob Damen                                             | Sandra Kiriasis Anja Schneiderheinze                        | Shauna Rohbock Valerie Fleming                                     | Helen Upperton Heather Moyse                                                   |
| Zweierbob Herren                                            | André Lange Kevin Kuske                                     | Todd Hays Pavle Jovanovic                                          | Alexander Subkow Dmitri Stjopuschkin                                           |
| Viererbob Herren                                            | DeutschlandAndré Lange René Hoppe Kevin Kuske Martin Putze  | Vereinigte StaatenTodd Hays Randy Jones Steve Mesler Garrett Hines | RusslandAlexander Subkow Sergei Golubew Alexei Seliwerstow Dmitri Stjopuschkin |

| 2. Weltcup in Lake Placid, 14. November 2005 – 20. November 2005 | 2. Weltcup in Lake Placid, 14. November 2005 – 20. November 2005           | 2. Weltcup in Lake Placid, 14. November 2005 – 20. November 2005 | 2. Weltcup in Lake Placid, 14. November 2005 – 20. November 2005       |
| ---------------------------------------------------------------- | -------------------------------------------------------------------------- | ---------------------------------------------------------------- | ---------------------------------------------------------------------- |
| Disziplin                                                        | Erster Platz                                                               | Zweiter Platz                                                    | Dritter Platz                                                          |
| Zweierbob Damen                                                  | Sandra Kiriasis Anja Schneiderheinze Jean Prahm Vonetta Flowers            |                                                                  | Shauna Rohbock Valerie Fleming                                         |
| Zweierbob Herren                                                 | André Lange Kevin Kuske                                                    | Mike Kohn Alex Sprague                                           | Todd Hays Pavle Jovanovic                                              |
| Viererbob Herren                                                 | RusslandAlexander Subkow Sergei Golubew Alexei Seliwerstow Alexei Wojewoda | DeutschlandAndré Lange René Hoppe Kevin Kuske Martin Putze       | ItalienSimone Bertazzo Luca Ottolino Matteo Torchio Giorgio Morbidelli |

| 3. Weltcup in Igls, 5. Dezember 2005 – 11. Dezember 2005 | 3. Weltcup in Igls, 5. Dezember 2005 – 11. Dezember 2005     | 3. Weltcup in Igls, 5. Dezember 2005 – 11. Dezember 2005                   | 3. Weltcup in Igls, 5. Dezember 2005 – 11. Dezember 2005             |
| -------------------------------------------------------- | ------------------------------------------------------------ | -------------------------------------------------------------------------- | -------------------------------------------------------------------- |
| Disziplin                                                | Erster Platz                                                 | Zweiter Platz                                                              | Dritter Platz                                                        |
| Zweierbob Damen                                          | Sandra Kiriasis Berit Wiacker                                | Helen Upperton Heather Moyse                                               | Shauna Rohbock Valerie Fleming                                       |
| Zweierbob Herren                                         | Alexander Subkow Alexei Wojewoda                             | Martin Annen Beat Hefti                                                    | Todd Hays Pavle Jovanovic                                            |
| Viererbob Herren                                         | SchweizMartin Annen Thomas Lamparter Beat Hefti Cédric Grand | RusslandAlexander Subkow Sergei Golubew Alexei Seliwerstow Alexei Wojewoda | DeutschlandRené Spies Christoph Heyder Enrico Kühn Alexander Metzger |

| 4. Weltcup in Cortina d’Ampezzo, 12. Dezember 2005 – 18. Dezember 2005 | 4. Weltcup in Cortina d’Ampezzo, 12. Dezember 2005 – 18. Dezember 2005      | 4. Weltcup in Cortina d’Ampezzo, 12. Dezember 2005 – 18. Dezember 2005                                                     | 4. Weltcup in Cortina d’Ampezzo, 12. Dezember 2005 – 18. Dezember 2005 |
| ---------------------------------------------------------------------- | --------------------------------------------------------------------------- | --- | ---------------------------------------------------------------------- |
| Disziplin                                                              | Erster Platz                                                                | Zweiter Platz | Dritter Platz                                                          |
| Zweierbob Damen                                                        | Sandra Kiriasis Anja Schneiderheinze                                        | Susi Erdmann Anne Dietrich                                                                                                 | Shauna Rohbock Valerie Fleming                                         |
| Zweierbob Herren                                                       | Matthias Höpfner Marc Kühne                                                 | Todd Hays Steve Mesler | Pierre Lueders Lascelles Brown                                         |
| Viererbob Herren                                                       | Vereinigte StaatenTodd Hays Pavle Jovanovic Bill Schuffenhauer Steve Mesler | DeutschlandMatthias Höpfner Ronny Listner Marc Kühne Andreas Barucha SchweizMartin Annen Andi Gees Beat Hefti Cédric Grand |                                                                        |

| 5. Weltcup in Königssee, 9. Januar 2006 – 15. Januar 2006 | 5. Weltcup in Königssee, 9. Januar 2006 – 15. Januar 2006       | 5. Weltcup in Königssee, 9. Januar 2006 – 15. Januar 2006                 | 5. Weltcup in Königssee, 9. Januar 2006 – 15. Januar 2006            |
| --------------------------------------------------------- | --------------------------------------------------------------- | ------------------------------------------------------------------------- | -------------------------------------------------------------------- |
| Disziplin                                                 | Erster Platz                                                    | Zweiter Platz                                                             | Dritter Platz                                                        |
| Zweierbob Damen                                           | Susi Erdmann Anne Dietrich                                      | Helen Upperton Heather Moyse                                              | Sandra Kiriasis Anja Schneiderheinze                                 |
| Zweierbob Herren                                          | Pierre Lueders Lascelles Brown                                  | Matthias Höpfner Marc Kühne                                               | Martin Annen Beat Hefti                                              |
| Viererbob Herren                                          | KanadaPierre Lueders Ken Kotyk Morgan Alexander Lascelles Brown | Vereinigte StaatenTodd Hays Pavle Jovanovic Steve Mesler Brock Kreitzburg | DeutschlandRené Spies Christoph Heyder Enrico Kühn Alexander Metzger |

| 6. Weltcup und Europameisterschaften in St. Moritz, 16. Januar 2006 – 22. Januar 2006 | 6. Weltcup und Europameisterschaften in St. Moritz, 16. Januar 2006 – 22. Januar 2006 | 6. Weltcup und Europameisterschaften in St. Moritz, 16. Januar 2006 – 22. Januar 2006 | 6. Weltcup und Europameisterschaften in St. Moritz, 16. Januar 2006 – 22. Januar 2006 |
| ------------------------------------------------------------------------------------- | ------------------------------------------------------------------------------------- | ------------------------------------------------------------------------------------- | ------------------------------------------------------------------------------------- |
| Disziplin                                                                             | Erster Platz                                                                          | Zweiter Platz                                                                         | Dritter Platz                                                                         |
| Zweierbob Damen                                                                       | Helen Upperton Heather Moyse                                                          | Sandra Kiriasis Berit Wiacker                                                         | Gerda Weißensteiner Jennifer Isacco                                                   |
| Zweierbob Herren                                                                      | André Lange Kevin Kuske                                                               | Ivo Rüegg Cédric Grand                                                                | Martin Annen Beat Hefti                                                               |
| Viererbob Herren                                                                      | Vereinigte StaatenTodd Hays Pavle Jovanovic Steve Mesler Brock Kreitzburg             | KanadaPierre Lueders Ken Kotyk Florian Lindner Lascelles Brown                        | SchweizMartin Annen Thomas Lamparter Beat Hefti Cédric Grand                          |

| 7. Weltcup in Altenberg, 23. Januar 2006 – 29. Januar 2006 | 7. Weltcup in Altenberg, 23. Januar 2006 – 29. Januar 2006                 | 7. Weltcup in Altenberg, 23. Januar 2006 – 29. Januar 2006           | 7. Weltcup in Altenberg, 23. Januar 2006 – 29. Januar 2006              |
| ---------------------------------------------------------- | -------------------------------------------------------------------------- | -------------------------------------------------------------------- | ----------------------------------------------------------------------- |
| Disziplin                                                  | Erster Platz                                                               | Zweiter Platz                                                        | Dritter Platz                                                           |
| Zweierbob Damen                                            | Cathleen Martini Janine Tischer                                            | Claudia Schramm Patricia Polifka                                     | Nicola Minichiello Jackie Davies                                        |
| Zweierbob Herren                                           | Alexander Subkow Alexei Wojewoda                                           | Matthias Höpfner Ronny Listner                                       | Pierre Lueders Lascelles Brown                                          |
| Viererbob Herren                                           | RusslandAlexander Subkow Sergei Golubew Alexei Seliwerstow Alexei Wojewoda | DeutschlandMatthias Höpfner Marc Kühne Ronny Listner Andreas Barucha | RusslandJewgeni Popow Pjotr Makartschuk Filipp Jegorow Alexei Andrjunin |

| Olympische Winterspiele 2006 in Cesana, 15. Februar 2006 – 25. Februar 2006 | Olympische Winterspiele 2006 in Cesana, 15. Februar 2006 – 25. Februar 2006 | Olympische Winterspiele 2006 in Cesana, 15. Februar 2006 – 25. Februar 2006 | Olympische Winterspiele 2006 in Cesana, 15. Februar 2006 – 25. Februar 2006 |
| --------------------------------------------------------------------------- | --------------------------------------------------------------------------- | --------------------------------------------------------------------------- | --------------------------------------------------------------------------- |
| Disziplin                                                                   | Erster Platz                                                                | Zweiter Platz                                                               | Dritter Platz                                                               |
| Zweierbob Damen                                                             | Sandra Kiriasis Anja Schneiderheinze                                        | Shauna Rohbock Valerie Fleming                                              | Gerda Weißensteiner Jennifer Isacco                                         |
| Zweierbob Herren                                                            | André Lange Kevin Kuske                                                     | Pierre Lueders Lascelles Brown                                              | Martin Annen Beat Hefti                                                     |
| Viererbob Herren                                                            | DeutschlandAndré Lange René Hoppe Kevin Kuske Martin Putze                  | RusslandAlexander Subkow Filipp Jegorow Alexei Seliwerstow Alexei Wojewoda  | SchweizMartin Annen Thomas Lamparter Beat Hefti Cédric Grand                |

## Gesamtstand und erreichte Platzierungen im Zweierbob der Frauen
| Rang | Bobpilotin            | Land                   | CAL | LAP | IGL | COR | KÖN | STM | ALT | Punkte | TUR |
| ---- | --------------------- | ---------------------- | --- | --- | --- | --- | --- | --- | --- | ------ | --- |
| 1.   | Sandra Kiriasis       | Deutschland            | 1   | 1   | 1   | 1   | 3   | 2   | –   | 570    | 1   |
| 2.   | Helen Upperton        | Kanada                 | 3   | 10  | 2   | 4   | 2   | 1   | –   | 472    | 4   |
| 3.   | Shauna Rohbock        | Vereinigte Staaten     | 2   | 3   | 3   | 3   | 4   | 12  | –   | 436    | 2   |
| 4.   | Susi Erdmann          | Deutschland            | 12  | 4   | 5   | 2   | 1   | 4   | –   | 431    | 5   |
| 5.   | Jean Prahm            | Vereinigte Staaten     | 6   | 1   | 4   | 7   | 8   | 5   | –   | 400    | 6   |
| 6.   | Gerda Weißensteiner   | Italien                | 5   | 10  | 11  | 5   | 5   | 3   | –   | 356    | 3   |
| 7.   | Nicola Minichiello    | Vereinigtes Königreich | 10  | 9   | 13  | 8   | 11  | 10  | 3   | 331    | 9   |
| 8.   | Ilse Broeders         | Niederlande            | 14  | 6   | 10  | 14  | 12  | 9   | 4   | 313    | dns |
| 9.   | Wiktorija Tokowaja    | Russland               | 7   | 6   | 14  | 11  | 14  | 14  | 9   | 289    | 7   |
| 10.  | Sabina Hafner         | Schweiz                | 15  | 12  | 8   | 15  | 14  | 6   | 8   | 280    | 10  |
| 11.  | Maya Bamert           | Schweiz                | 16  | 14  | 9   | 12  | 13  | 8   | 6   | 278    | 8   |
| 12.  | Jill Bakken           | Vereinigte Staaten     | 4   | 8   | 7   | 6   | 10  | –   | –   | 277    | –   |
| 13.  | Suzanne Gavine-Hlady  | Kanada                 | 13  | 5   | 6   | 16  | 9   | 16  | –   | 251    | 13  |
| 14.  | Claudia Schramm       | Deutschland            | –   | –   | *   | 9   | 6   | 11  | 2   | 234    | –   |
| 15.  | Eline Jurg            | Niederlande            | 9   | 17  | 16  | 17  | 7   | 7   | –   | 223    | 11  |
| 16.  | Cathleen Martini      | Deutschland            | 8   | 13  | 15  | dns | *   | *   | 1   | 210    | –   |
| 17.  | Jessica Gillarduzzi   | Italien                | 17  | 16  | 20  | 10  | 17  | 15  | –   | 153    | 12  |
| 18.  | Astrid Loch-Wilkinson | Australien             | 19  | 18  | 17  | 18  | 16  | 13  | –   | 137    | 14  |
| 19.  | Lesa Mayers-Stringer  | Kanada                 | 11  | 15  | 12  | 13  | –   | –   | –   | 135    | –   |
| 20.  | Alewtina Kowalenko    | Russland               | 18  | 22  | 18  | 21  | 18  | 17  | –   | 108    | –   |
| 21.  | Aoife Hoey            | Irland                 | 22  | 20  | 19  | 19  | 21  | –   | –   | 78     | –   |
| 22.  | Isabel Baumann        | Schweiz                | –   | –   | –   | –   | –   | 19  | 7   | 73     | –   |
| 23.  | Nellija Slegelmilha   | Lettland               | 21  | 19  | 24  | 20  | dsq | 20  | –   | 72     | –   |
| 24.  | Andrea Parker         | Kanada                 | –   | –   | –   | –   | 20  | 23  | 10  | 68     | –   |
| 25.  | Esmé Kamphuis         | Niederlande            | –   | –   | –   | –   | –   | *   | 5   | 65     | –   |
| 26.  | Martina Makoš         | Kroatien               | 20  | 24  | 23  | 23  | 22  | –   | –   | 56     | –   |
| 27.  | Manami Hino           | Japan                  | 23  | 21  | 25  | 22  | 23  | –   | –   | 52     | 15  |
| 28.  | Silke Zeuner          | Österreich             | –   | –   | 21  | –   | 24  | 18  | –   | 42     | –   |
| 29.  | Christine Müssiggang  | Österreich             | –   | –   | 22  | –   | 19  | 22  | –   | 42     | –   |
| 30.  | Danielle Lynch        | Australien             | 24  | 23  | 26  | –   | –   | –   | –   | 23     | –   |
| 31.  | Teresita Bramante     | Italien                | –   | –   | –   | –   | –   | 21  | –   | 14     | –   |

## Gesamtstand und erreichte Platzierungen im Zweierbob der Männer
| Rang | Bobpilot           | Land                   | CAL | LAP | IGL | COR | KÖN | STM | ALT | Punkte | TUR |
| ---- | ------------------ | ---------------------- | --- | --- | --- | --- | --- | --- | --- | ------ | --- |
| 1.   | Pierre Lueders     | Kanada                 | 7   | 4   | 7   | 3   | 1   | 4   | 3   | 510    | 2   |
| 2.   | Alexander Subkow   | Russland               | 3   | 6   | 1   | 11  | 5   | 9   | 1   | 489    | 4   |
| 3.   | Todd Hays          | Vereinigte Staaten     | 2   | 3   | 3   | 2   | 7   | 5   | –   | 460    | 7   |
| 4.   | Matthias Höpfner   | Deutschland            | 16  | 10  | 5   | 1   | 2   | 10  | 2   | 453    | 5   |
| 5.   | André Lange        | Deutschland            | 1   | 1   | 10  | 6   | –   | 1   | –   | 402    | 1   |
| 6.   | Martin Annen       | Schweiz                | 5   | 21  | 2   | 4   | 3   | 3   | –   | 399    | 3   |
| 7.   | Ivo Rüegg          | Schweiz                | 11  | 12  | 6   | 8   | 10  | 2   | –   | 317    | 8   |
| 8.   | Wolfgang Stampfer  | Österreich             | 8   | 7   | 11  | 18  | 12  | 7   | 8   | 305    | 10  |
| 9.   | Fabrizio Tosini    | Italien                | 6   | 9   | 13  | 9   | 13  | 12  | 11  | 291    | 13  |
| 10.  | Jānis Miņins       | Lettland               | 15  | 11  | 4   | 7   | 9   | 25  | 10  | 284    | 6   |
| 11.  | Simone Bertazzo    | Italien                | 9   | 8   | 16  | 16  | 23  | 11  | 4   | 262    | 9   |
| 12.  | René Spies         | Deutschland            | 4   | –   | 8   | –   | 4   | 6   | –   | 250    | –   |
| 13.  | Steven Holcomb     | Vereinigte Staaten     | 10  | 14  | 8   | 5   | 8   | dsq | –   | 237    | 14  |
| 14.  | Gatis Guts         | Lettland               | 26  | 12  | 17  | 10  | 6   | 18  | 9   | 230    | 20  |
| 15.  | Serge Despres      | Kanada                 | 11  | 17  | 12  | 20  | 17  | 14  | 16  | 189    | 11  |
| 16.  | Lee Johnston       | Vereinigtes Königreich | 22  | 24  | 15  | 12  | 15  | 20  | 6   | 186    | 15  |
| 17.  | Jürgen Loacker     | Österreich             | 14  | 5   | 14  | 28  | 22  | 21  | 14  | 184    | 17  |
| 18.  | Jewgeni Popow      | Russland               | 13  | 23  | 21  | 14  | 15  | 13  | 12  | 183    | 18  |
| 19.  | Mike Kohn          | Vereinigte Staaten     | 18  | 2   | 36  | 22  | 14  | –   | –   | 152    | –   |
| 20.  | Ivo Danilevič      | Tschechien             | 21  | 19  | 19  | 15  | 17  | 17  | 17  | 143    | 16  |
| 21.  | Arend Glas         | Niederlande            | 20  | 22  | 22  | 13  | 20  | 16  | 15  | 140    | 19  |
| 22.  | Ralph Rüegg        | Schweiz                | 24  | 20  | –   | 21  | 19  | 8   | 13  | 139    | –   |
| 23.  | Karl Angerer       | Deutschland            | –   | –   | –   | –   | 11  | –   | 5   | 104    | –   |
| 24.  | Bruno Mingeon      | Frankreich             | 19  | 18  | 24  | 17  | 25  | 19  | –   | 92     | 21  |
| 25.  | Jayson Krause      | Kanada                 | 17  | 16  | 27  | 29  | 21  | 22  | –   | 78     | –   |
| 26.  | Patrice Servelle   | Monaco                 | 23  | 15  | 26  | 19  | 27  | 23  | –   | 74     | 12  |
| 27.  | Martin Galliker    | Schweiz                | –   | –   | 23  | –   | –   | –   | 7   | 65     | –   |
| 28.  | Edwin van Calker   | Niederlande            | 25  | 26  | 20  | 26  | 26  | 24  | –   | 45     | −   |
| 29.  | Milos Vesely       | Tschechien             | 29  | 26  | 18  | 24  | 27  | 29  | –   | 41     | 28  |
| 30.  | Dawid Kupczyk      | Polen                  | 27  | 25  | 25  | 27  | 31  | –   | 18  | 40     | –   |
| 31.  | Dmitry Abramovitch | Russland               | –   | –   | –   | –   | 24  | 15  | –   | 35     | –   |
| 32.  | Mickael Serise     | Frankreich             | 30  | 31  | 29  | 25  | 40  | 27  | 20  | 29     | –   |
| 33.  | Daniel Schmid      | Schweiz                | –   | –   | –   | –   | –   | –   | 19  | 18     | –   |
| 34.  | Nicolae Istrate    | Rumänien               | 39  | 29  | 31  | 23  | 35  | –   | –   | 12     | 24  |
| 35.  | Suguru Kiyokawa    | Japan                  | 30  | 28  | 34  | 29  | 34  | –   | –   | 6      | 27  |
| 36.  | Pasquale Caputi    | Italien                | –   | –   | –   | –   | –   | 26  | –   | 5      | –   |
| 37.  | Alexei Gorlatschow | Russland               | 35  | 35  | 28  | 32  | –   | –   | –   | 3      | –   |
| 38.  | John Napier        | Vereinigte Staaten     | –   | –   | –   | –   | –   | 28  | –   | 3      | –   |
| 38.  | Winston Watts      | Jamaika                | 28  | –   | –   | –   | dns | –   | –   | 3      | –   |
| 40.  | Jeremy Rolleston   | Australien             | –   | –   | –   | –   | 29  | –   | –   | 2      | –   |
| 41.  | Hiroshi Suzuki     | Japan                  | 32  | 30  | 30  | 31  | –   | –   | –   | 2      | –   |
| 42.  | Tom Johansen       | Dänemark               | 35  | –   | dns | 36  | 30  | dsq | –   | 1      | –   |

## Gesamtstand und erreichte Platzierungen im Viererbob der Männer
| Rang | Bobpilot             | Land                   | CAL | LAP | IGL | COR | KÖN | STM | ALT | Punkte | TUR |
| ---- | -------------------- | ---------------------- | --- | --- | --- | --- | --- | --- | --- | ------ | --- |
| 1.   | Alexander Subkow     | Russland               | 3   | 1   | 2   | dns | 5   | 5   | 1   | 500    | 2   |
| 2.   | Pierre Lueders       | Kanada                 | 6   | 9   | 6   | 5   | 1   | 2   | 5   | 485    | 4   |
| 3.   | Martin Annen         | Schweiz                | 5   | 4   | 1   | 2   | 4   | 3   | –   | 475    | 3   |
| 4.   | Todd Hays            | Vereinigte Staaten     | 2   | dnf | 4   | 1   | 2   | 1   | –   | 450    | 7   |
| 5.   | Matthias Höpfner     | Deutschland            | 9   | 10  | 8   | 2   | 8   | 11  | 2   | 406    | –   |
| 6.   | Jewgeni Popow        | Russland               | 8   | 5   | 5   | 6   | 12  | 17  | 3   | 378    | 9   |
| 7.   | André Lange          | Deutschland            | 1   | 2   | 12  | 8   | –   | 4   | –   | 346    | 1   |
| 8.   | Ivo Rüegg            | Schweiz                | 14  | 8   | 9   | 4   | 6   | 6   | –   | 315    | 8   |
| 9.   | Steven Holcomb       | Vereinigte Staaten     | 9   | 6   | 7   | 7   | 11  | 8   | –   | 304    | 6   |
| 10.  | Simone Bertazzo      | Italien                | 12  | 3   | 18  | 15  | 8   | 10  | 12  | 291    | 12  |
| 11.  | René Spies           | Deutschland            | 4   | –   | 3   | –   | 3   | 7   | –   | 285    | 5   |
| 12.  | Fabrizio Tosini      | Italien                | 16  | 14  | 17  | 9   | 14  | 14  | 7   | 236    | 11  |
| 13.  | Jānis Miņins         | Lettland               | 25  | 10  | 10  | 11  | 18  | 11  | 11  | 227    | 10  |
| 14.  | Martin Galliker      | Schweiz                | –   | –   | 14  | 10  | 8   | 9   | 9   | 212    | –   |
| 15.  | Wolfgang Stampfer    | Österreich             | 17  | 12  | 13  | 16  | 23  | 16  | 6   | 209    | 13  |
| 16.  | Dawid Kupczyk        | Polen                  | 13  | 18  | 16  | 14  | 13  | 15  | 13  | 200    | 15  |
| 17.  | Bruno Mingeon        | Frankreich             | 11  | 13  | 11  | 18  | 21  | 19  | –   | 163    | 19  |
| 18.  | Lee Johnston         | Vereinigtes Königreich | 18  | 20  | 19  | 17  | 17  | 13  | 14  | 161    | 17  |
| 19.  | Ivo Danilevič        | Tschechien             | 22  | 22  | 22  | 12  | 22  | 18  | 8   | 154    | 14  |
| 20.  | Mike Kohn            | Vereinigte Staaten     | 7   | 7   | dns | 24  | 15  | –   | –   | 145    | –   |
| 21.  | Arend Glas           | Niederlande            | 19  | 17  | 15  | 13  | 19  | 21  | –   | 132    | 16  |
| 22.  | Karl Angerer         | Deutschland            | –   | –   | –   | –   | 7   | –   | 4   | 125    | –   |
| 23.  | Mihails Arhipovs     | Lettland               | 21  | 25  | 23  | 21  | 20  | 26  | –   | 86     | 21  |
| 24.  | Jürgen Loacker       | Österreich             | 23  | 21  | 20  | 26  | 16  | 22  | –   | 81     | –   |
| 25.  | Serge Despres        | Kanada                 | 20  | 19  | 21  | 19  | 26  | 25  | –   | 77     | 18  |
| 26.  | Ralph Rüegg          | Schweiz                | 15  | 16  | –   | –   | –   | –   | –   | 51     | –   |
| 27.  | Daniel Schmid        | Schweiz                | –   | –   | –   | –   | –   | –   | 10  | 42     | –   |
| 28.  | Milan Jagnešák       | Slowakei               | 24  | 24  | 27  | 19  | 27  | –   | –   | 42     | 20  |
| 29.  | Tom Johansen         | Dänemark               | –   | –   | 24  | 22  | 25  | 23  | –   | 36     | –   |
| 30.  | Ivan Šola            | Kroatien               | 26  | 23  | 26  | 29  | 28  | –   | –   | 25     | 23  |
| 31.  | Mickael Serise       | Frankreich             | –   | –   | 28  | 27  | 30  | 20  | –   | 24     | –   |
| 32.  | Nicolae Istrate      | Rumänien               | 28  | 25  | 29  | 25  | 29  | –   | –   | 19     | 22  |
| 33.  | Dmitry Abramovitch   | Russland               | –   | –   | –   | –   | 24  | 24  | –   | 16     | –   |
| 34.  | Hiroshi Suzuki       | Japan                  | –   | –   | 31  | 23  | –   | –   | –   | 10     | –   |
| 35.  | Marco Vignola        | Polen                  | 27  | 26  | 32  | 30  | –   | –   | –   | 10     | –   |
| 36.  | Pavel Puškár         | Tschechien             | –   | –   | 25  | 28  | –   | –   | –   | 9      | –   |
| 37.  | John Napier          | Vereinigte Staaten     | –   | –   | –   | –   | –   | 27  | –   | 4      | –   |
| 38.  | John-Andrew Kambanis | Griechenland           | 29  | –   | –   | –   | 32  | –   | –   | 2      | –   |
| 39.  | Mihai Iliescu        | Rumänien               | –   | –   | 33  | 30  | 30  | –   | –   | 2      | –   |
| 40.  | Alexei Gorlatschow   | Russland               | –   | –   | 30  | –   | –   | –   | –   | 1      | –   |

## Gesamtstand und erreichte Platzierungen in der Kombination der Männer
| Rang | Bobpilot         | Land               |     | CAL | LAP | IGL | COR | KÖN | STM | ALT | Punkte |
| ---- | ---------------- | ------------------ | --- | --- | --- | --- | --- | --- | --- | --- | ------ |
| 1.   | Pierre Lueders   | Kanada             | 2er | 7   | 4   | 7   | 3   | 1   | 4   | 3   | 995    |
| 1.   | Pierre Lueders   | Kanada             | 4er | 6   | 9   | 6   | 5   | 1   | 2   | 5   | 995    |
| 2.   | Alexander Subkow | Russland           | 2er | 3   | 6   | 1   | 11  | 5   | 9   | 1   | 989    |
| 2.   | Alexander Subkow | Russland           | 4er | 3   | 1   | 2   | dns | 5   | 5   | 1   | 989    |
| 3.   | Todd Hays        | Vereinigte Staaten | 2er | 2   | 3   | 3   | 2   | 7   | 5   | –   | 910    |
| 3.   | Todd Hays        | Vereinigte Staaten | 4er | 2   | dnf | 4   | 1   | 2   | 1   | –   | 910    |